# After the Riot at Newport
Albums de Gary Burton
New Vibe Man in Town
(1961)
After the Riot at Newport est un album de jazz de plusieurs musiciens enregistré en 1960 et sorti le 4 juillet pour le Festival de Jazz de Newport.

## Listes des morceaux

### Face A
| No | Titre                | Musique       | Durée |
| -- | -------------------- | ------------- | ----- |
| 1. | Relaxin              | Jimmy Guinn   | 11:11 |
| 2. | Nashville to Newport | Chet Atkins   | 3:18  |
| 3. | Opus de Funk         | Horace Silver | 6:14  |

### Face B
| No | Titre              | Musique                                         | Durée |
| -- | ------------------ | ----------------------------------------------- | ----- |
| 1. | Wonderful          | George Gershwin/Ira Gershwin                    | 4:35  |
| 2. | Round Midnight     | Bernie Hanighen/Thelonious Monk/Cootie Williams | 4:39  |
| 3. | Frankie and Johnny | Traditionelle                                   | 3:37  |
| 4. | Riout-Chous        | Hank Garland/Boots Randolph                     | 8:57  |